# Lijst van koptisch-katholieke patriarchen van Alexandrië
Dit is een lijst van patriarchen van de Koptisch-katholieke Kerk. 
In 1741 werd een apostolisch vicariaat ingesteld voor de Koptisch-katholieke Kerk. Dit vicariaat werd in 1895 omgezet in een patriarchaat.

## Koptisch-katholieke apostolische vicarissen
- Athanasios (1741-17??)
- Giusto Marsghi (17??-1748)
- Jacques de Kremsier (1748-1751)
- Paolo d'Angnone (1751-1757)
- Giuseppe de Sassello (1757-1761)
- Roche Abou Kodsi Sabak de Ghirgha (1761-1778, 1781, 1783-1785)
- Gervais d'Ormeal (1778-1781)
- Jean Farargi (1781-1783)
- Bishai Nosser (1785-1787)
- Michelangelo Pacelli de Tricario (1787-1788)
- Mathieu Righet (1788-1822)
- Maximos Jouwed (1822-1831)
- Théodore Abu Karim (1832-1855)
- Athanasios Kyriakos Khouzam (1855-1864)
- Agapios Bishai (1866-1876)
- Antoun di Marco (1876-1887)
- Antoun Nabad (1887-1889)
- Simon Barraia (1889-1892)
- Antoun Kabes (1892-1895)

## Koptisch-katholieke patriarchen van Alexandrië
- Kyrillos Makarios (1895-1899) (apostolisch administrator)
- Kyrillos Makarios (1899-1908)
- Maximos Sedfaoui (1908-1927) (apostolisch administrator)
- Markos Khouzam (1927-1947) (apostolisch administrator)
- Markos II Khouzam (1947-1958)
- Stephanos I Sidarouss (1958-1986)
- Stéphanos II Ghattas (1986-2006)
- Antonios I Naguib (2006-2013)
- Ibrahim Isaac Sidrak (2013-heden)